# Rubin Okotie
Rubin Rafael Okotie er en pakistansk født østrigsk fodboldspiller, som spiller for Beerschot Wilrijk i Belgien. Okotie spillede for SønderjyskE fra vinterpausen 2014, til sommerpausen 2014, på en lejekontrakt fra FK Austria Wien.

## Klubkarriere
Hans østrigske Bundesliga debut for de østrigske giganter FK Austria Wien, var den 5. august 2007 i en kamp imod ærkerivalerne fra SK Rapid Wien (0-0). Hans scorede sit første mål den 23. februar 2008 mod FC Red Bull Salzburg (3-1), i den østrigske Bundesliga. Den 30. maj 2010 forlod han Austria Wien og underskrev en tre-årig kontrakt med den tyske Bundesliga-klub 1. FC Nürnberg. Efter at have forladt FC Nürnberg i 2011, efter at have været på lån i Sint-Truidense, vendte han tilbage til Østrig, til Sturm Graz. Efter det, vendt Rubin Okotie tilbage til sin debut-klub, Austria Wien, den 18. juni 2013. Efter at være havnet i kulden hos sin træner, blev han i vinteren 2014, udlejer til den danske Superliga klub, SønderjyskE.

## Landsholdskarriere
Okotie er i øjeblikket medlem af det Østrigske fodboldlandshold. Han har spillet for landet på U19-niveau i de europæiske mesterskaber i Polen og på U20 niveau ved ungdoms-VM i Canada i 2006. Han scorede to gange i denne turnering og hjalp dermed sit hold til semifinalen. Han har også spillet kampe for A-landsholdet.

## Personlige liv
Okotie blev født i Pakistan. Han er søn af en nigeriansk far og en østrigsk mor. Han tilbragte de første fire år af sit liv i den spanske by Barcelona. Som et resultat af sin multikulturelle baggrund er han berettiget til at repræsentere tre lande på nationalt plan, nemlig Østrig, Nigeria og Pakistan. Okotie identificerer sig som østriger, med begrundelsen: "Jeg bor der, det er der jeg har mine venner, og jeg ser på mig selv som østrigsk" sagde han i et interview på FIFA's hjemmeside, engang.